# 関西学院大学ファイターズ
関西学院大学ファイターズ（かんせいがくいんだいがくファイターズ, 英語: KWANSEI GAKUIN UNIVERSITY FIGHTERS）は関西学院大学体育会に所属するアメリカンフットボールチーム。1941年創部、関西学生アメリカンフットボール連盟所属。ファイターズの名称は、1973年に当時監督だった武田建が部歌"Fight On, Kwansei"にちなんで命名した。
チームカラーは1991年に現在のKGブルー、ホワイトに制定。それまでは青(ヘルメットはメタリック・ブルー)、白が使われていた。なお「FIGHTERS」の書体および三日月に「KG」の文字をあしらったロゴマークもこの年に制定されている。
全国タイトルは、ライスボウル優勝1回ならびに史上最多となる甲子園ボウル優勝34回（4回の両校優勝を含む）の計35回で、全国学生チーム中最多記録である（2023年12月時点）。

## 創成期
関西学院大学鎧球部（アメリカンフットボール部）が発足したのは、1941年2月のことである。初代監督である川井和男の尽力により防具等が準備され、部員20名を以て発足した。3月には同年創設された関西鎧球連盟に加盟する。5月には記念すべき初戦を同志社大学を迎え、関学グラウンドで行い、0-20で関学の敗戦に終わる。その年の11月の関大・同志社・関学・関西OBクラブの4チームによる秋季リーグ戦では同志社大学に20-13で公式戦初勝利を収める。関学は関西OBクラブにも勝利したものの、関西大学に敗れ2位に終わる。
1942年には甲子園南運動場で4大学対抗鎧球大会が開催され、関東2位の慶應義塾大学と対戦。初の関西以外のチームとの対戦となったが、0-20と惨敗した。また、5月（春季）と10月（秋季）に行われた関大・同志社・関学の3校によるリーグ戦はいずれも関西大学が優勝し、関学は2位（春季）、3位（秋季）に終わった。
第二次世界大戦が激しくなった1943年、アメリカンフットボールなどのスポーツは「敵性スポーツである」と批判を浴び、文部省の解散令により関学アメフト部は解散を余儀なくされた。結局、戦時中の関学は同志社大学から3勝を挙げたが、関西大学には手も足も出ず、1勝も出来なかった。

## 戦後の関学
1946年にアメリカンフットボール部が再結成され、関西米式蹴球連盟設立に参加する。4月に行われた、OBも含めた全関大、全同志社による戦後初のリーグ戦は、全関大に敗れ2位に終わる。現役学生のみとなった秋季リーグ戦は、関西大学に公式戦初勝利を挙げるものの同志社大学と引き分け同率1位となった。その後、優勝決定のプレーオフでも0-0と再び引き分け、2度目のプレーオフで7-2と同志社大学に敗れたため、リーグ初代王者とはならなかった。
1948年には関西大学とリーグ戦で引き分け、同率1位となったがプレーオフで敗れ、甲子園ボウル初出場は逃がした。
1949年は、ともに初の甲子園ボウル出場を目指す京都大学と優勝を争う。関学は京大戦に逆転勝利した勢いで、全勝で初の単独優勝を果たす。その後、初出場した甲子園ボウルでは、慶應義塾大学を下し初優勝を飾った。

## 黄金時代到来
1949年に甲子園ボウル初優勝を達成して以降、1982年に京大に敗れ甲子園ボウル出場を逃がすまでの33年間、関学は大学日本一を決める甲子園ボウルに出場し続けた。この黄金時代を作り上げた要因の一つ目として、1949年の関西学院中学部・高等部におけるタッチフットボール部の創設が挙げられる。これにより関学は他校に先駆けて中学・高校・大学の10年間のフットボール一貫教育を実現した。1951年に大学監督に就任した米田満は、中学部、高等部の監督も兼務することでその基礎を築いた。
二つ目の要因は、アメリカの最先端のフットボール理論をチームに導入したことである。1966年にヘッドコーチに就任した武田建は、長期の米国留学で学んだ理論をチームに導入し、甲子園ボウル5年連続優勝(1972-1976)を達成した。後に監督を務めた伊角富三、広瀬慶次郎や鳥内秀晃（前監督）も米国にコーチ留学する等それに続いた。
関学の黄金時代には、以下のような大記録が達成されている。いずれの記録も当面破られることが無い記録ばかりである。

### 34年連続リーグ優勝(1948-1981)
1948年は関西大学と2校同時優勝するがプレーオフに敗れ、甲子園ボウル出場は逃がしているが、リーグ戦の優勝記録としては、34年連続優勝となる。また、1976年には京都大学と、1979年には同志社大学と、1980年には近畿大学と2校同時優勝となるが、いずれもプレーオフに勝利し甲子園ボウルに出場している。ちなみに連続リーグ優勝記録の第2位は、立命館大学の4年連続(2002-2005)である。なお、関学はリーグ1位となる通算51回の優勝を達成している（2012年1月時点）。

### 33年連続甲子園ボウル出場(1949-1981)
1982年に京都大学が甲子園ボウル出場を決めた時に言われた「関学の連続優勝記録は33でストップ」は、関学の甲子園ボウル出場が33年連続で途絶えたことを意味する（リーグ優勝は上述のように34年連続である）。また、この記録には、1976年･1979年･1980年の2校同時優勝・プレーオフ勝利による出場（上述）が含まれる。これまた空前絶後の記録であり、連続出場記録の第2位は、立命館大学の4年連続(2002-2005)である。

### リーグ戦145連勝(1948-1976)
リーグ戦の連勝記録は、2勝1分で関大と同率優勝となった1948年から始まっていることに留意する必要がある（プレーオフの成績は含まれない）。この連勝記録の中には、1955年から1961年にかけての27戦連続無失点勝利が含まれている。1976年に京大が21-0で勝利し連勝をストップさせたことで、関京戦におけるライバル関係が決定付けられた。しかし、前述したように関学の甲子園ボウル連続出場が途絶えるのは、それから6年後の1982年である。リーグ戦連勝記録の第2位は、関学の25連勝（1999-2002）である。

### 甲子園ボウル5年連続優勝(1972-1976)
関西学生リーグでは連続優勝を続けた関学であるが、甲子園ボウルでは、1953年から1956年にかけて引分けによる両校優勝（1955年対日本大学）を挟んで3連覇した後、1957年から1966年まで同じく1965年の両校優勝（対日本大学）を挟んで、日本大学、立教大学相手に9連敗を喫している。しかし、1972年から1976年には、明治大学、日本大学相手に5年連続優勝を達成した。これは甲子園ボウル史上初の快挙であった。
また、2018年から2022年には法政大学、日本大学、早稲田大学相手に年連続優勝を達成した。これは甲子園ボウル連続優勝記録タイである。
関学は2012年の甲子園ボウルにて、通算21回の単独優勝を決めたが、これは単独優勝が通算18回の日本大学を上回っている他、出場回数47回、および両校優勝となる引分けを含めた通算25回の優勝は、いずれも単独1位の記録となっている。

## ライバル関係

### 関京戦
1947年に京都大学のリーグ加盟により実現した「関京戦」は、当初、関学が圧倒的に上回っていたが、1976年京都大学が初勝利をおさめる。関学、京大が同率優勝だったその年はプレーオフで関学が勝利し、甲子園へ出場する。しかし1982年には惨敗を喫し、連続優勝は34でストップし、甲子園連続出場記録も33でついに途切れた。両校は1990年代中盤までは常に優勝を争うライバル関係であった。

### 関立戦
京都大学が最後のリーグ優勝を決めた1996年以降、入れ替わってリーグ強豪として台頭してきたのが立命館大学である。1990年代中盤以降は「関立戦」が「関京戦」に代わる形で、リーグ屈指の有力・人気カードとして注目されるようになった。

### 赤と青の対決
甲子園ボウルにおいて、1955年の初対決（26-26で両校優勝）以降、関学と日本大学は合計26回対戦した。ともに甲子園ボウル5連覇を達成する等大学フットボールを代表するライバル関係が構築され、甲子園ボウルでの対戦では幾多の名勝負が生まれた。この間の通算成績は日大16勝、関学8勝、2引分けと日大が大きく勝ち越している。
この日大との対決は、関学のチームカラー：青、日大のチームカラー：赤から、「赤と青の対決」と呼ばれているが、1989年の第44回大会（45-14で日大が優勝）での対戦から18年間、「赤と青の甲子園」は長らく途絶えていた。
2007年の第62回大会（長居陸上競技場での開催：41-38で関学が優勝）で両校は18年ぶりに対戦が実現したが、当時のルールでは、どちらか一方のチームが必ず白ジャージを着用するよう定められていたため、日大が「白」を着用し、ジャージでは「赤と青」の再現はならなかった。ただし、2004年・2006年春季の定期戦では、特別に両校がカラージャージを着用して「赤と青」が久々に見られた。
そして、両校にとっても4年ぶりの対戦となった、2011年12月18日の第66回甲子園ボウル＝第3回全日本大学アメリカンフットボール選手権大会・決勝戦においては、2008年にルール変更があり、運営主管と当該担当審判組織と協議の上の結果、22年ぶりに阪神甲子園球場において両校ともカラージャージを着用した、真の「赤と青の対決」が行われ、24-3で関学が4年ぶりの甲子園ボウル優勝を決めた。

## 日本一への挑戦
甲子園ボウルでは最多である優勝24回を誇る関西学院大学ではあるが、ライスボウルが1983年度に日本選手権となって以降、日本大学と京都大学が順調に優勝を積み重ねていくのに対し、関西学院大学は優勝に一歩届かない年が続き、一時期「社高学低」と呼ばれる一因ともなっていた。
初出場となった1985年度には「ショットガンの申し子」QB芝川龍平（現毎日放送勤務）を擁して挑んだものの、前年度に日本大を初の日本一に導いたQB松岡率いるレナウンに序盤で大量リードを許し第4クォーターの猛反撃も3点届かずに敗れる。2回目の1991年度は、怪我を克服したQB東村率いる攻撃陣がオンワード守備に封じられ、終始後手に回る展開で大敗する。3回目（1993年度）・4回目の出場（1999年度）は、いずれもアサヒビールシルバースターと対戦。1993年度は、前島・八田・林のRBトリオを始め、攻守にタレントの揃った歴代でも屈指のチームで、第4クォーター終盤にQB芝原から植村への逆転TDパスが決まり、一旦は日本一を手中にしかけたが、シルバースターQB東海辰弥（京都大学在籍時も、関西学院大学を2度打ち破って関西学生リーグを制している）の冷静かつ老練なプレーの前に再逆転を許し、僅差で日本一を逃した。1999年度は、1年時から注目されたQB有馬隼人率いる攻撃陣がリズムをつかめない中、シルバースターRB吉岡、中村､QB金岡らに易々とゲインを許して突き放され、終盤の反撃も及ばなかった。
こうして迎えた2001年度のシーズンは、シーズン当初から日本一を目指して始動する。主将石田力哉(兄)を中心としたチームは、リーグ戦を全勝で3連覇し、甲子園ボウルでも前年苦杯をなめた法政大を一蹴し、5度目のライスボウル出場を果たした。アサヒ飲料との試合は手探り状態の続く中から、榊原一生(兄)のパントフェイクランを契機に流れを引き寄せ、第2クォーターに4つのタッチダウンを挙げて優位に立つ。終盤、アサヒ飲料の反撃を許すも石田率いる強力守備陣の活躍で辛くも逃げ切り、創部60年の集大成として、念願の日本一を達成した。

## 一つの時代の終焉
初の日本一となった関学だったが、2002年以降は立命館大学の後塵を拝することになる。2004年は3年ぶりに関立戦勝利を挙げるものの、関京戦に負け6勝1敗で立命と同率優勝。オーバータイムにもつれ込んだプレーオフに敗れ、甲子園ボウル出場はならなかった。
2005年の秋季リーグ最終戦、全勝対決となった関立戦で15-17と敗れた事で、チーム史上初めて4年連続で甲子園ボウル出場を逃す結果に終わった。2002年に入学した4年生は1947年の同ボウル開始以来初めて、一度も出場できずに引退・卒業することになり、ここで1つの時代に幕を降ろすこととなった。関立戦の終了後、2005年度主将松本喬行は試合後のインタビューの中で、未曾有の状況で新シーズンに臨む後輩に対し「あいつらならやってくれる」と話していた（読売テレビでの録画中継内）。

## 聖地甲子園奪還へ

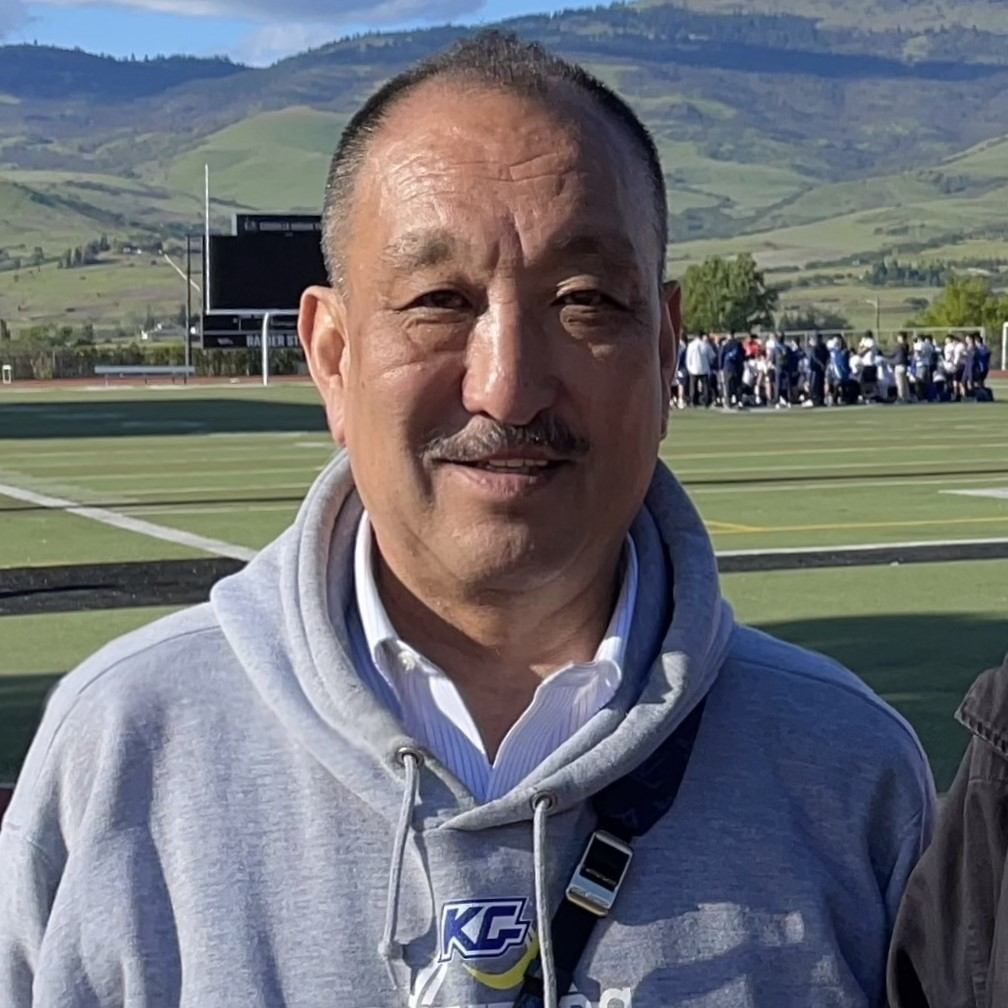
鳥内秀晃 (2024)

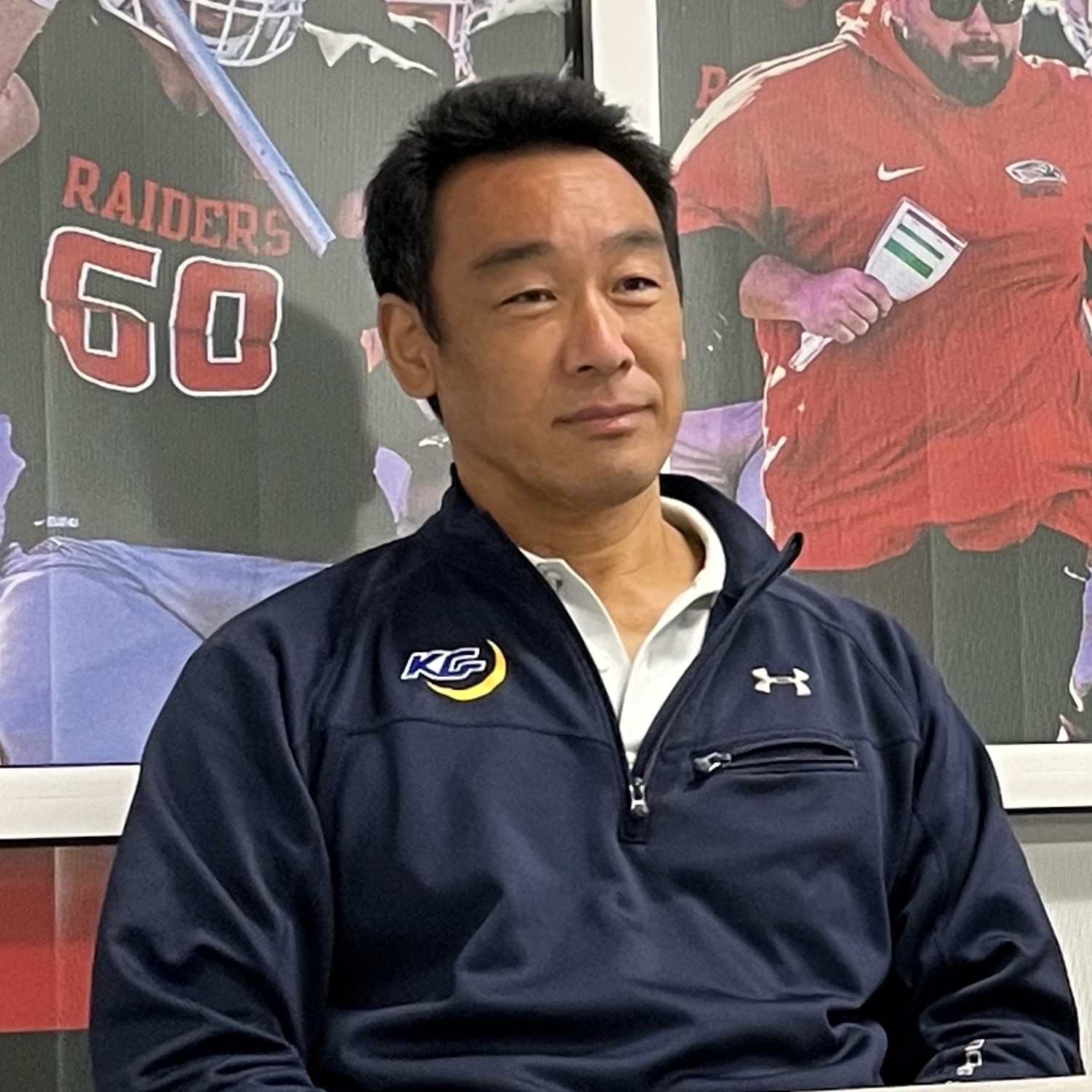
大村和輝

2006年春には上ヶ原キャンパス内の第3フィールドに練習拠点を移転した。人工芝敷設の新グラウンドが完成したことで練習環境も改善された。「聖地奪還」を目標とし、柏木佑介主将のもと「Fighters Unity for New Birth」をスローガンに掲げたチームは関西学生リーグを全勝で制し、4年間のブランクを経てファン待望の甲子園ボウル出場を果たし、前半意表をついたスペシャルプレー(QB三原雄太からハンドオフを受けたWR榊原貴生からWR岸千貴への31ヤードパス)で聖地甲子園で5年ぶりのTDを奪う。常に法政にリードを許すも後半歴史に残る猛追となるキャッチアップを魅せたが、史上初の雷雨による中断をはさむ大雨により3点FGを外した後、2点コンバージョンを成功させるも、法政大学に僅か2点差(43-45)で敗れる。
真の「王座奪還」は翌2007年、日本大学との18年ぶりの対戦となった第62回大会(長居スタジアム)で実現する。 悲願を達成したのは昨季のスターター(下記)が殆ど残る4年生中心の学年であった(主将OL岡田拓郎#55：元オービック、チームスローガンは「Depend on Me」立命に勝って日本一である)。
特にオフェンスは、辛口のコーチ陣から関学史上No.1と言わしめたQB三原雄太(#9)：元シルバースターズと、月刊Touchdown誌特集記事でWR四銃士と呼ばれたWRの岸千貴(弟)(#1)：現IBM、榊原貴生(弟)(#81):現阪急、秋山武史(#85)：現富士通、萬代晃平(兄)(#91)：現パナソニック電工の4人に、TEの水原剛(#86)、韓高志(#95)：元オービックの2名を加えた7名の4年生メンバーは、惑星直列の確率で編成できた『KGショットガン史上最強のパスユニット'2007年』として後世に語り継がれる。
3Qまでは、K大西史恭(兄)や榊原貴生の活躍で一旦リードしたが、4Qは逆転に継ぐ逆転(1試合7度の応酬劇)を見せたシーソーゲームとなる。　27-17の後、日大RB金雄一のキックオフリターンと日大WR秋山翔への94ヤードロングパスで、日大が誇る個人技により27-31と再逆転されるが、すかさず三原雄太からホットライン秋山武史へのロングパスでFDを更新、更に三原から「あ・うん」の呼吸の必殺ターゲット岸千貴へのピンポイント35ヤードポストパス(日大DFを15ヤード引きずったまま執念のRAC)を決め、自慢のパスユニットが炸裂。たった3プレーで逆転TDし、34-31とした後、またもや日大WR秋山翔のリバースで34-38とされ、残り4分最後のドライブに賭けるという展開に。「組織力」と高等部時代から7年間もの「練習量」に勝る関学は、絶妙のタイムコントロールとベンチワークでFDを更新し、4thダウンギャンブルからRB多田羅翔(弟)#33へのスクリーンパスなどで小刻みながら着実にゴール前1ヤードまで迫る。　鉄壁の日大重量オフェンスに4回阻まれた後、残り6秒となり、怪我から復活していたRB横山昌太(#2)の執念のダイブにより4万観衆が歓喜するTD(試合終了3秒前)を決め、遂に41-38で30年ぶりに日大に甲子園ボウルでの勝利という悲願を達成した。

## 2010年代

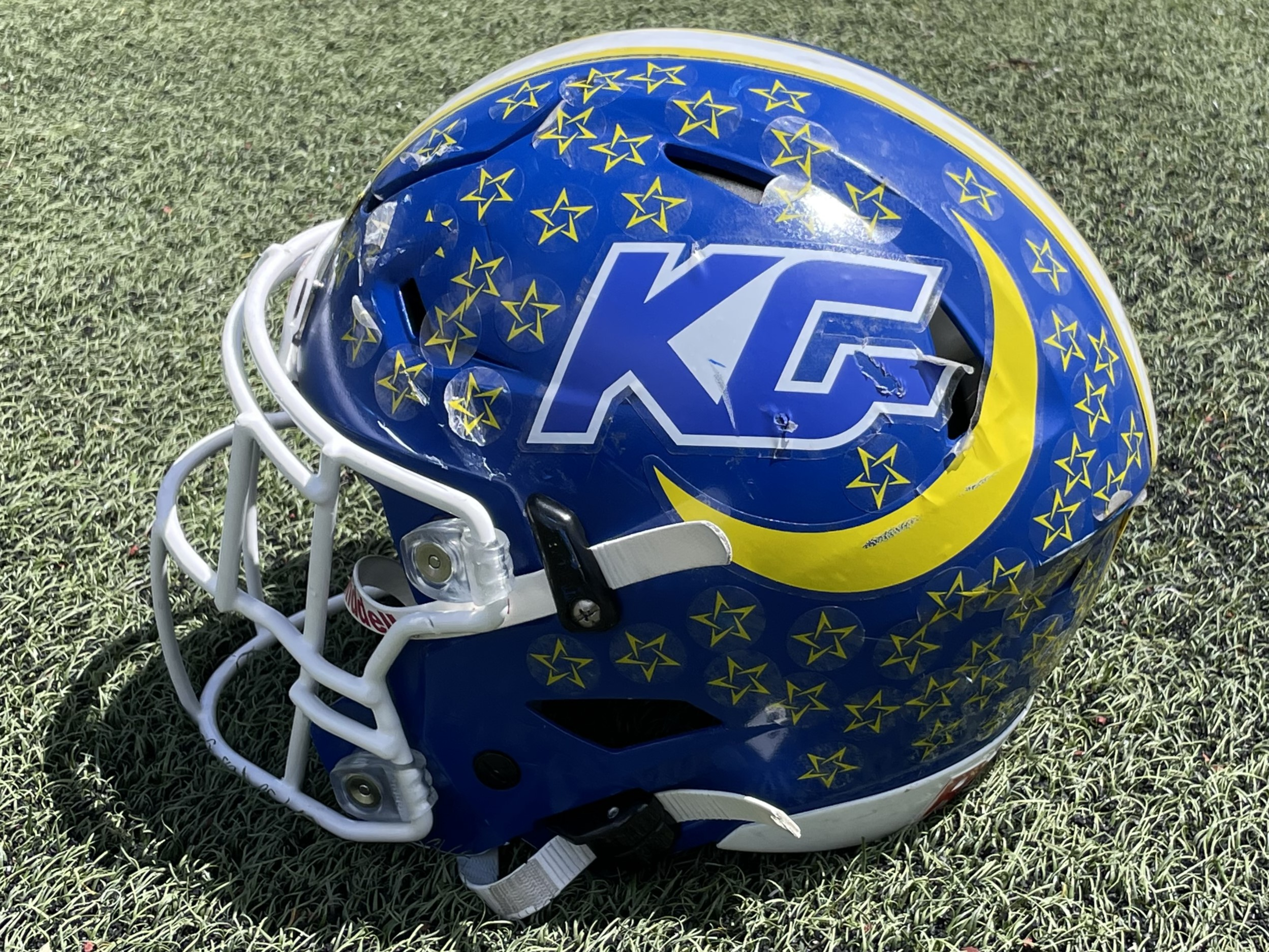

### 2010年：通算50回目のリーグ制覇
2010年の秋季リーグでは6勝1敗となり、立命館大学・関西大学と共に3校同率優勝を決め、通算50回目の優勝となった。だがその後のプレーオフにて関西大学に敗れたため、甲子園ボウルへの出場はならなかった。

### 2011年：4年ぶりの「赤と青」を制する
しかし、翌2011年の秋季リーグでは、11月27日に全勝同士であった立命館大学との最終戦にて37-7で圧勝し、通算51回目となる2年連続優勝、および4年ぶりの単独優勝を成し遂げた。その後、12月4日に開催された「第3回全日本大学アメリカンフットボール選手権大会」の西日本代表決定戦において、東海地区代表の中京大学に55-6で勝利したことで、同大会決勝戦＝第66回甲子園ボウルの西日本代表、ならびに4年ぶりの甲子園ボウル出場を決めた。なお同日に、東日本代表が日本大学に決まったことで、関学にとって4年ぶりの甲子園ボウルで、同一カードにて行われることになった。
そして12月18日の第66回甲子園ボウルでは、両校ともカラージャージを着用した、真の「赤と青の対決」の末、24-3で日大に圧勝し、甲子園ボウルでの通算単独20回目の優勝（両校優勝含めると24回目）を決めた。しかし、その後の2012年1月3日の第65回ライスボウル（日本選手権）では、28-38とオービックシーガルスに敗れた。

## リクルート戦略
関学の選手育成の特徴は上述の中学部、高等部からの一貫教育が主体であったことから、かつてはほとんどが高等部から内部進学した選手であったが、現在は高等部以外の学校の卒業生も積極的に受け入れ、高等部出身者の占める割合は約半分になっている。他高の出身者も基本的に、文武両道のアメフト経験者や一般入試からの未経験者入部が多いのが特徴である。　近年ライバル校が大量の高校経験者をスポーツ特待生として積極的に招聘し即戦力アスリートとしてチーム強化を図る傾向があるのに比べ、未経験者や他種目スポーツから転向する選手を、チーム(監督・コーチ・マネージャ・トレーナー・アナライジングスタッフや安全面/メンタルサポートなど豊富な後方スタッフ陣)が一丸となって鋭意心技体を教育育成してゆくノウハウと、永年蓄積された組織力でライバル校に対抗してゆく定評が高い。
近年では、少数だが高校までのフットボール未経験者も入部しており、スポーツ推薦だけでなく一般入試からスターターの座を射止めるアスリートも多数輩出した。　
例えば、元高校球児で甲子園経験のある現鳥内監督の長男・次男も大学入学とともにファイターズに入部し、未経験者でありながら第66回甲子園ボウル先発メンバーとして出場、親子孫3代で甲子園の天然芝に立つ快挙を果たしている。
近年は、地元小中学生で編成される上ヶ原ブルーナイツや、高齢者向けシニアファイターズへの支援に加え、新たに認可された初等部フラッグフットボール部KIDSファイターズや系列校の啓明学院セインツとの積極的な交流、フットボールクリニックなど各種広報イベントボランティア活動を通じて、小中高の親子両世代や系列校へのファイターズファン層獲得に向けた活動も地道なリクルート活動の一環と言える。　更に、学院と一体となった後援会による物心両面の支援だけでなく、創部以来、社会人Xリーガーや有名企業へビジネスマンを多数輩出してきたOB会の豊富な人材からコーチ指導者をこれらファイターズファミリーへ派遣し、OB卒業生によるたゆまぬ選手層の発掘に貢献している。
このように初等部・中学部・高等部・系列校からの内部進学だけでなく、一般大学入試を経た各方面から、親子・兄弟でファイターズファミリーの一員となり、創部から現在に至るまで世代・地域・学年を超えて、チームスピリットDNAの伝承が営々と行われる点も、伝統あるファイターズのチームカラーの特徴といえる。

## 獲得タイトル
- 関西学生リーグDiv.1 優勝61回(1946・1948-1981・1984-1985・1988-1989・1991･1993・1996-1997・1999-2001･2004・2006-2007・2010-2014・2016・2018-2019・2021-2024)
- 甲子園ボウル
  - 東西大学王座決定戦 出場46回(1949-1981・1984-1985・1988-1989・1991・1993・1997・1999-2001・2006-2007・2020)／優勝24回※

```
1991年 関西学院大学 25-20 専修大学
1993年 関西学院大学 35-10 
日本体育大学

1997年 関西学院大学 21-21 
法政大学

1999年 関西学院大学 52-13 法政大学
2000年 関西学院大学 21-28 法政大学
2001年 関西学院大学 24- 6 法政大学
2006年 関西学院大学 43-45 法政大学
2007年 関西学院大学 41-38 
日本大学

2020年 関西学院大学 42-24 日本大学
```

※両校優勝4回(1955年対日本大学、1965年対立教大学、1984年対日本大学、1997年対法政大学）を含む。1991年以前の対戦成績は甲子園ボウル参照。
- 甲子園ボウル
  - 全日本大学アメリカンフットボール選手権大会・決勝戦 出場11回（2011-2014・2016-2019・2021-2023）／優勝10回

```
2011年 関西学院大学 24- 3 日本大学
2012年 関西学院大学 20-17 法政大学
2013年 関西学院大学 23- 9 日本大学
2014年 関西学院大学 55-10 日本大学
2016年 関西学院大学 31-14 早稲田大学
2017年 関西学院大学 17-23 日本大学
2018年 関西学院大学 37-20 早稲田大学
2019年 関西学院大学 38-28 早稲田大学
2021年 関西学院大学 47- 7 法政大学
2022年 関西学院大学 34-17 早稲田大学
2023年 関西学院大学 61-21 法政大学
```

- 日本選手権・ライスボウル 出場14回／優勝1回

```
1985年度 関西学院大学 42-45 
レナウンローバーズ

1991年度 関西学院大学  6-28 
オンワードオークス

1993年度 関西学院大学 23-28 
アサヒビールシルバースター

1999年度 関西学院大学 17-33 アサヒビールシルバースター
2001年度 関西学院大学 30-27 
アサヒ飲料チャレンジャーズ

2007年度 関西学院大学 38-52 
松下電工インパルス

2011年度 関西学院大学 28-38 
オービックシーガルズ

2012年度 関西学院大学 15-21 オービックシーガルズ
2013年度 関西学院大学 16-34 オービックシーガルズ
2014年度 関西学院大学 24-33 富士通フロンティアーズ
2016年度 関西学院大学 13-30 富士通フロンティアーズ
2018年度 関西学院大学 17-52 富士通フロンティアーズ
2019年度 関西学院大学 14-38 富士通フロンティアーズ
2020年度 関西学院大学 18-35 オービックシーガルズ
```

- 西日本選手権大会 優勝21回(1955-1959・1961-1965・1967-1971・1974-1976・1979・1981・1983)
- 西日本学生選手権大会 優勝2回(1986-1987)

## 定期戦・交流戦

### 定期戦
- 対明治大学（1947年開始）対戦成績 関学45勝 明治12勝 1引分
- 対日本大学（1967年開始）対戦成績 関学31勝 日大17勝 2引分

※いずれも一年毎に関東／関西で交互に開催。遠征が重ならないように明治大戦が関西開催の年は、日大戦は関東開催となり、翌年はその逆となるよう調整されている。
※ 2018年5月6日に開催された定期戦において、日本大学の選手が3度のパーソナルファウルを犯し資格没収となる事態が発生した。

### 交流戦
- 総合関関戦（1941年開始）…毎年6月に開催される関西大学との交流戦。
- 対日本体育大学（1978年開始）…毎年春季に日本体育大学を招く形で関西で開催される。
- K.G.ボウル…関西学院大学が主催する春季の交流戦。1989年に関西学院創立100周年を記念して開催されたのが最初である（対日本大学戦・定期戦の一環）。その後、1995年の日本体育大学との東西交流戦の際に復活する。2001年からは、関西学院大学の新入生歓迎プログラムの一環として、春季シーズンのオープニングゲームに変更され現在に至る。対戦相手は毎年変わる（2006年は慶應義塾大学）。会場は王子スタジアムである。
- フラワーボウル…K.G.ボウルの実施以前から関西学院大学の春季の主催試合につけられてきた名称。明治大・日本大との定期戦の内の関西での開催分、あるいは日本体育大学との定期交流戦にこの名が割り当てられることが多い。K.G.ボウル同様、対戦チームが固定されているわけではない。
- ヨコハマボウル 出場12回 通算成績5勝7敗

```
1987年 関西学院大学 37-30 明治大学（定期戦）
1988年 関西学院大学 21-34 日本大学（定期戦）
1988年 関西学院大学 13-20 明治大学（定期戦）
1989年 関西学院大学  7-42 日本大学（定期戦）
1990年 関西学院大学 38- 7 明治大学（定期戦）
1991年 関西学院大学 28-10 日本大学（定期戦）
1994年 関西学院大学 27-36 日本体育大学
1997年 関西学院大学 25-57 法政大学
1998年 関西学院大学 34-11 東海大学
2000年 関西学院大学 59- 7 日本大学（定期戦）
2002年 関西学院大学 30-39 
鹿島ディアーズ

2006年 関西学院大学  3-45 法政大学
```

- 平成ボウル 出場8回 通算成績 6勝2敗

```
1990年 関西学院大学／
カリフォルニア大学
 30-26 立教大学／
アリゾナ大学

1991年 関西学院大学／
ワシントン大学
 45-12 明治大学／
オレゴン大学

1992年 関西学院大学／ワシントン大学 10- 6 
京都大学
／
ブリガムヤング大学

1993年 関西学院大学／
アリゾナ州立大学
 37-27 京都大学／
ミシガン大学

1994年 関西学院大学／アリゾナ州立大学 7-37 京都大学／
UCLA

1998年 関西学院大学／
ワシントン州立大学
  0-13 立命館大学／ミシガン大学
2000年 関西学院大学／
スタンフォード大学
 37- 0 立命館大学／アリゾナ大学
2001年 関西学院大学／スタンフォード大学 24-10 京都大学／
オレゴン州立大学
```